# 유인타다람쥐
유인타다람쥐(Neotamias umbrinus)는 다람쥐과에 속하는 설치류의 일종이다. 미국의 토착종이다. 계통발생학 연구에 의해 유인타다람쥐는 동부다람쥐와 아주 다른 별도의 네오타미아스속으로 분류된다. 같은 연구에서 또한 팔머다람쥐는 실제로 유니타다람쥐의 아종일 수 있다고 주장하지만 두 종은 아직 일반적으로 별도의 종으로 간주되고 있다.

## 특징
유인타다람쥐는 중형 다람쥐로 꼬리 길이 7~11cm를 포함하여 성체의 전체 몸길이가 20~24cm 정도이고, 몸무게는 평균 67g이다. 여름에는 몸 색깔이 누르스름한 갈색과 회색부터 짙은 갈색까지 다양하고 불그스레한 색조를 띠기도 한다. 3줄의 넓고 뚜렷하며 짙은 거무스레한 갈색 줄무늬가 등부터 아래로 이어지며, 연한 회색부터 흰색까지 연한 색을 띠는 4개의 줄무늬로 둘러싸여 구별된다. 얼굴 옆면에도 3줄의 짙고 연한 줄무늬가 나 있다. 겨울에는 털 색이 좀더 흐릿하고 회색을 띠며, 줄무늬는 덜 뚜렷하다. 귀는 검은색을 띠고, 배 쪽은 아주 연한 회색이다. 꼬리는 오렌지색과 검은 털로 덮여 있으며, 꼬리 아랫면의 털 가장자리는 연한 색을 띤다.

## 분포 및 서식지
유인타다람쥐는 미국 서부 해발 1400~3650m의 저산대 숲과 아고산 숲에서 서식한다. 소나무와 전나무 숲 또는 개간지 가장자리에서 가장 흔하게 발견되며 암반 지대 또는 가파른 경사면에서도 발견된다. 유인타다람쥐는 연속적이고 깨지지 않는 분포 범위를 가지고 있지 않지만, 대신에 여러 국소적인 지역에서 발견되고 이는 홍적세 동안에 숲이 변화하는 패턴이 반영된 것으로 추정된다.

## 아종
7종의 아종이 알려져 있다.
| - N. u. adsitus - 유타주 남부와 애리조나주 북부 - N. u. fremonti - 와이오밍주 서부 - N. u. inyoensis - 네바다주 중부와 캘리포니아주 동부 - N. u. montanus - 콜로라도주 서부 | - N. u. nevadensis - 네바다주 남부 - N. u. sedulus - 유타주 남동부 - N. u. umbrinus - 유타주 북부 |